# Французский язык в Швейцарии

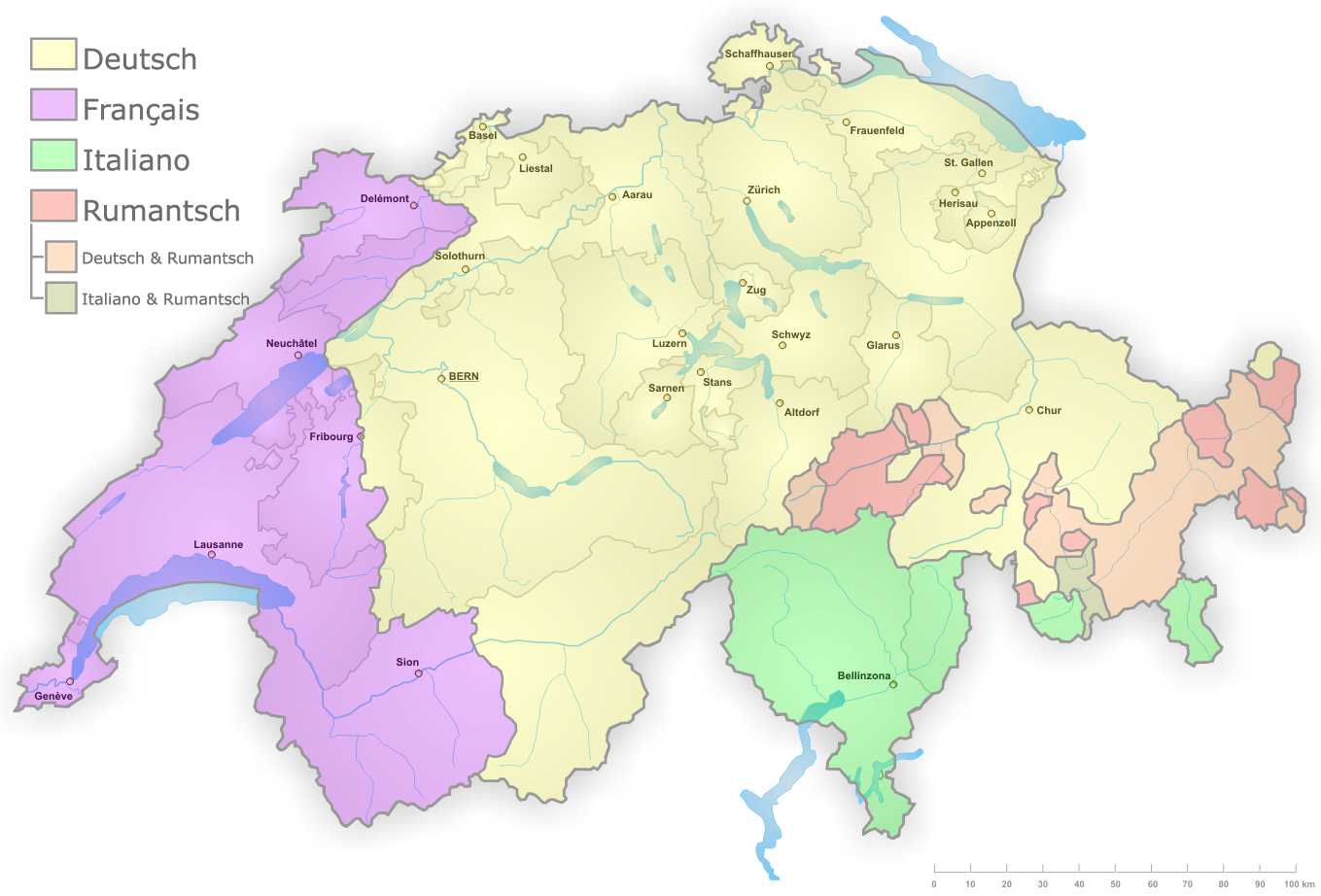
Карта языков Швейцарии

Францу́зский язы́к в Швейца́рии распространён в виде диалектов (патуа) и собственно литературного французского языка. Диалекты, принадлежащие к группе языков ойль, и франкопровансальский язык уже имеют ограниченное хождение в Швейцарии, несмотря на активную поддержку локальных диалектов престарелыми жителями Романдии (французской Швейцарии), а также возрастанием интереса к патуа у нового поколения. Патуа используется в богослужениях и в бытовом общении обычно пожилыми жителями отдалённых сёл, деревень и мелких городов.

## История
В современной Швейцарии многие кантоны Романдии, за исключением разве что Фрибура (1481), были включены слишком поздно (примерно в начале XIX века), поэтому в разное время эти территории испытывали самое различное влияние: реформация, расширения Берна и французская революция. Франкоязычные соседи (носители периферийных между ок и ойль диалектов) оказывали очень большое влияние на жизнь регионов, однако с XIX века ситуация меняется: в Романдии появляются запреты на пропаганду и преподавание франкопровансальского языка, появляется мода на литературный язык Франции. Таким образом, к 1990 году лишь 2 % франкоязычных швейцарцев могли говорить на патуа.

## Современный статус
В целом швейцарский французский язык и литературный французский совпадают, в отличие, например, от немецкого литературного языка и швейцарского варианта, который используется немецкоязычной частью Швейцарии. Недопонимания между французами и швейцарцами франкоязычных кантонов Швейцарии практически не возникает. Однако в речи последних ещё наблюдаются архаизмы от патуа и германизмы, которые особенно отличимы вдоль языковых границ. Так, например, используются слова vattre et mouttre вместо père et mère, poutzer вместо nettoyer, speck вместо lard, witz вместо blague и так далее.
Таким образом, сегодня выделяют три разновидности идиома франкоязычных швейцарцев: патуа, швейцарский вариант французского языка и собственно французский язык, который обозначают как français fédéral и используют только в официальных документах, применяя грамматику, лексику и синтаксис литературного французского. Dictionnaire suisse romand определяет français fédéral как язык учреждений, который только пишется, но не говорится.